# John Wanamaker
Pour les articles homonymes, voir Wanamaker.
John Wanamaker, né le 11 juillet 1838 à Philadelphie (Pennsylvanie) et mort le 12 décembre 1922 au même endroit, est un homme d'affaires, fondateur des grands magasins Wanamaker's à Philadelphie, et homme politique américain. Membre du Parti républicain, il est Postmaster General des États-Unis entre 1889 et 1893 dans l'administration du président Benjamin Harrison.

## Biographie
Marié à Mary Erringer Brown (1839-1920), il est le père de Thomas Brown Wanamaker, de Rodman Wanamaker (en), de Horace Wanamaker, de Harriett E. "Nettie" Wanamaker, de Mary Brown "Minnie" Wanamaker (en) (épouse de Barclay Harding Warburton I (en)) et d'Elizabeth "Lillie" Wanamaker (épouse de Norman McLeod).
Il reste célèbre pour son aphorisme : « Je sais que la moitié des sommes que je dépense en publicité l'est en pure perte mais je ne sais pas de quelle moitié il s'agit ». Ce qui a longtemps paru n'être qu'une boutade a été expliqué dans les années 1970 par Armand Morgenzstern, directeur de la recherche de l'agence de publicité Publicis-Conseil. John Wanamaker ne faisait que des annonces dans les quotidiens et uniquement des pleines pages. Il se trouve que le taux de mémorisation d'une telle annonce, son béta, est de 50 %.
Il a aussi indiqué qu'il pensait que cent ans plus tard, la distribution du courrier se ferait toujours à cheval ou en diligence.